# Pin Art

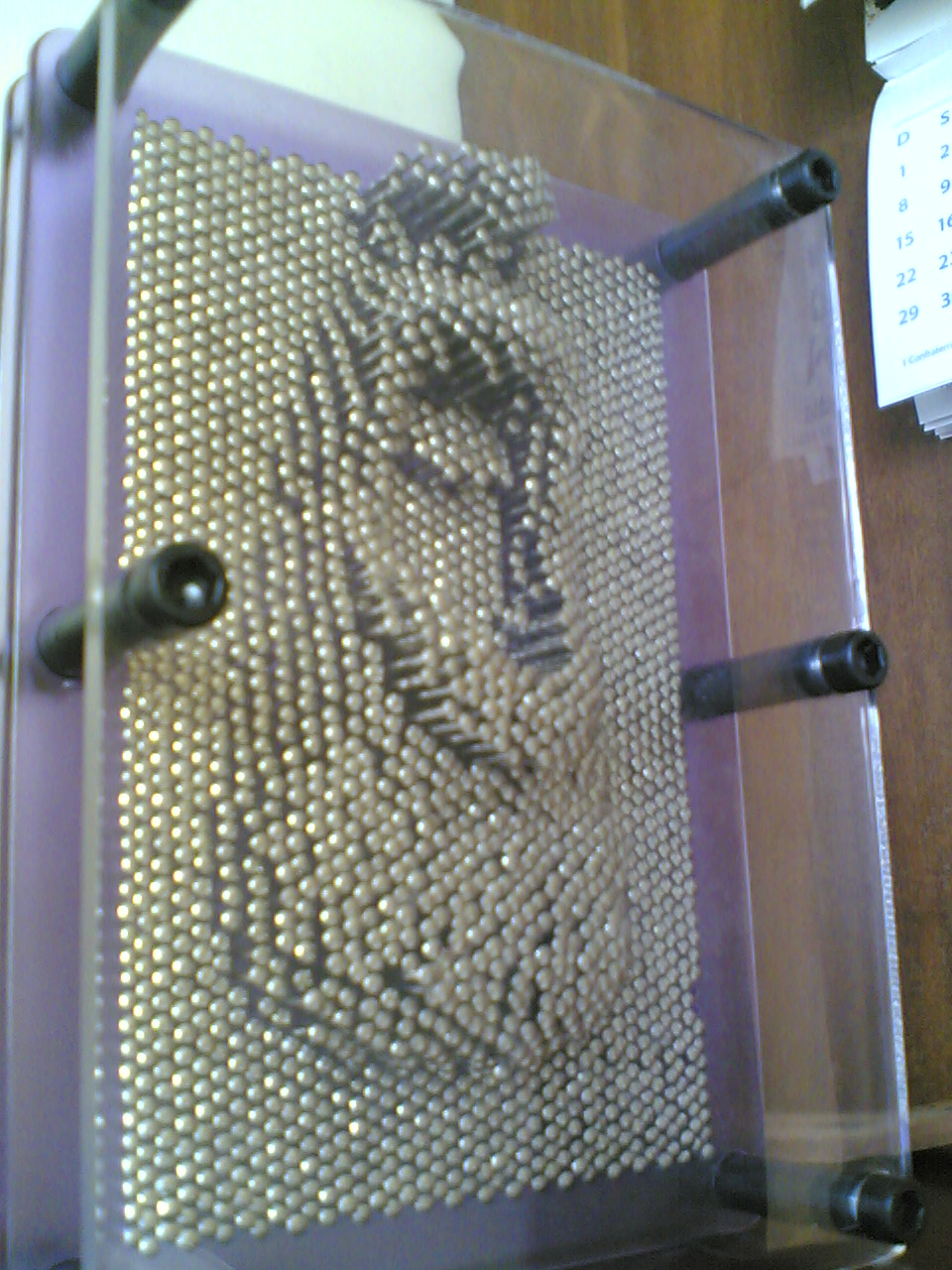
Pantalla Pin Art

Una pantalla Pin Art o Pinscreen és un dispositiu que permet formar imatges en relleu mitjançant el desplaçament de varetes cilíndriques molt primes, guiades per una malla adequada i sostingudes en un marc.
La pantalla Pin Art fou patentada per Ward Fleming i es considera una "joguina per a executius". La patent esmenta un article de John Ballantine titulat “The Tactile Multiple” (revista Art in America, juliol de 1978, pàgina 141).

## Descripció física
(Segons els documents de la patent i la imatge adjunta).
- Una pantalla Pin Art consta de tres elements rectangulars que poden designar-se per a, b, c. Aquests elements estan separats i paral·lels i units de forma adequada (en el model de la foto els elements d'unió són sis cargols amb sis separadors).
- Les plaques a i b són, generalment, opaques. La seva funció és la de sostenir i guiar les varetes o "agulles".
- Els elements a i b estan foradats per una munió de traus distribuïts regularment. Els forats de les dues plaques (a, b) tenen el mateix eix.
- Dins de cadascun dels dos traus alineats hi va allotjada una vareta cilíndrica de petit diàmetre amb un cap arrodonit que fa de topall. Cada vareta va guiada de forma ajustada, però permetent que llisqui avant i enrere.
- La placa frontal és transparent i permet observar les figures formades.

## Ús de l'aparell
Una pantalla Pin Art s'usa en posició aproximadament vertical. Acostant i pressionant sobre l'extrem lliure de les varetes un objecte material en tres dimensions, les varetes es desplacen i reprodueixen la forma que les ha desplaçat en l'altre extrem (el que té la cabota).
El resultat és que la superfície en tres dimensions que hom vol reproduir es "transforma" en una superfície tridimensional formada pels caps de les varetes. En retirar l'objecte inicial la superfície formada es manté pel fregament existent. I es pot observar des de la cara transparent.
Per a "esborrar" el resultat n'hi ha prou amb girar l'instrument fins a l'horitzontal. Les varetes es desplacen i torna a quedar una superfície "plana".

## Exemples reals d'ús públic de pantalles Pin Art
- 1985: El cantant escocès Midge Ure va publicar una video-cançó ("If I was") que emprava una pantalla Pin Art com a recurs artístic.[2]
- 1990. En el film “Darkman” (director Sam Raimi; protagonista Liam Neeson) apareix una pantalla Pin Art per a duplicar una mà d'un personatge.[3][4]

2010: Al museu Technorama (Swiss Science Center Technorama) hi ha una pantalla Pin Art de dimensions 3,2 x 1,2 m. Funciona com un tauler de dibuix que pot ser usat amb pinzells diferents per a “pintar”figures en tres dimensions. També pot ser usat com una pantalla de varetes normal.

## Altres aplicacions
El sistema usat en les pantalles Pin Art ha inspirat treballs de recerca per a instruments d'ajuda als invidents.

## Videos
L'ús d'una pantalla Pin Art s'entén millor amb imatges. Dos exemples en video:
- Escultures fetes amb una versió especial de pantalla Pin Art.[7]
- Un usuari demostrant el funcionament d'una pantalla Pin Art.[8]